# جيمس تو
جيمس تو (بالصينية: 杜琪峯) (و. 1955  م) هو مخرج أفلام، ومنتج أفلام صيني، ولد في هونغ كونغ.

## جوائز
حصل على جوائز منها:
- جائزة الحصان الذهبي لأفضل مخرج [الإنجليزية]‏، عن عمل: Life Without Principle (film) [الإنجليزية]‏ (2012)[5]
- جائزة الحصان الذهبي لأفضل مخرج [الإنجليزية]‏، عن عمل: Breaking News (2004 film) [الإنجليزية]‏ (2004)[6]
- جائزة الحصان الذهبي لأفضل مخرج [الإنجليزية]‏، عن عمل: The Mission (1999 film) [الإنجليزية]‏ (2000)[7]
- Hong Kong Film Award for Best Director [الإنجليزية]‏
- Medal of Honour (Hong Kong) [الإنجليزية]‏.

## وصلات خارجية
- جيمس تو على موقع IMDb (الإنجليزية)
- جيمس تو على موقع ألو سيني (الفرنسية)
- جيمس تو على موقع ميوزك برينز (الإنجليزية)
- جيمس تو على موقع تيرنر كلاسيك موفيز (الإنجليزية)
- جيمس تو على موقع أول موفي (الإنجليزية)
- جيمس تو على موقع قاعدة بيانات الأفلام السويدية (السويدية)
- جيمس تو على موقع قاعدة بيانات الفيلم (الإنجليزية)
- جيمس تو على موقع كينوبويسك (الروسية)